# Euxoa acuminifera
Euxoa acuminifera är en fjärilsart som beskrevs av Eduard Friedrich Eversmann 1854. Euxoa acuminifera ingår i släktet Euxoa och familjen nattflyn. Inga underarter finns listade i Catalogue of Life.